# نمک کور
نمک کور، روستایی از توابع بخش مرکزی شهرستان اراک در استان مرکزی ایران است. مردم این روستا ترک‌زبان هستند.

## جمعیت
این روستا در دهستان سده قرار دارد و براساس سرشماری مرکز آمار ایران در سال ۱۳۹۰، جمعیت آن ۶۶۴ نفر (۲۳۱ خانوار) بوده است.